# Partita doppia
La partita doppia è un metodo di scrittura contabile, consistente nel registrare le operazioni aziendali simultaneamente su due conti ("dare-avere", secondo il principio della duplice rilevazione simultanea), allo scopo di determinare il reddito di un dato periodo amministrativo e di controllare i movimenti monetari-finanziari della gestione. 
Fu descritto, in maniera più approfondita rispetto ai suoi predecessori, dal frate matematico italiano Luca Pacioli, nel suo libro Summa de arithmetica, geometria, proportioni et proportionalita (Venezia, 1494).

## Storia

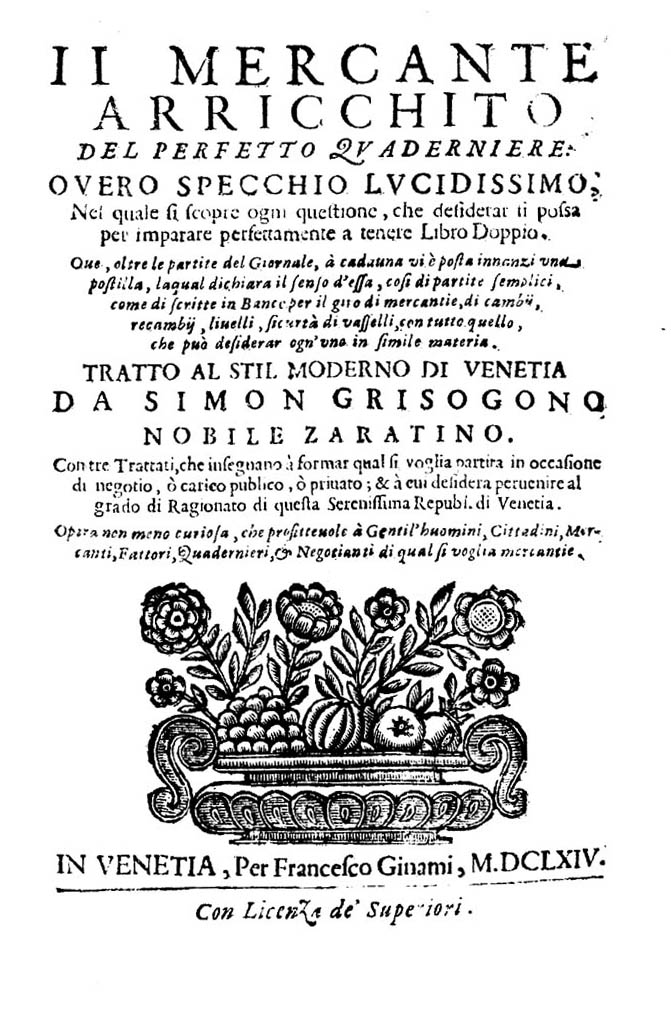
Simon Grisogono, Il Mercante Arricchito del perfetto quaderniere, overo Specchio lucidissimo, nel quale si scopre ogni questione, che desiderar si possa per imparare perfettamente a tenere Libro Doppio, 1664

Il sistema di partita doppia ha cominciato a formarsi per pratica nelle città mercantili italiane nel corso del XIV secolo, prima di allora potrebbero esserci dei sistemi di annotazioni contabili su più libri che però non hanno ancora il rigore formale e metodico necessario al controllo dell'economia d'azienda. A Venezia nel corso del XVI secolo è da collocarsi invece l'inizio della ragioneria teoretica ad opera degli scritti di Luca Pacioli, Domenico Manzoni, Bartolomeo Fontana, del ragioniere Alvise Casanova e dell'erudito Giovanni Antonio Tagliente.
Vari sono i documenti proposti come i più antichi esempi superstiti di contabilità in partita doppia. Fra di essi, i libri contabili di Amatino Manucci, un mercante fiorentino della fine del Duecento; e inoltre il libro mastro della famiglia Farolfi del 1299-1300. I Farolfi erano una famiglia di mercanti e banchieri fiorentini, che risiedevano a Nîmes; in particolare, erano i banchieri dell'arcivescovo di Arles.
La prima contabilità tenuta sicuramente in partita doppia è quella dei “massari” della Compagna comunis genovese del 1340, nella quale gli importi sono registrati in numeri romani. Le scritture del comune medievale di Genova sono relative alla gestione dei “massari” per l'anno 1340 e dei “maestri razionali” (1340-1357). Sorprendentemente questi registri sono tenuti in partita doppia e rappresentano la testimonianza più antica di applicazione del metodo. I Massari erano due e avevano il compito di curare le finanze del Comune, mentre i Maestri razionali, pure in numero di due, avevano il compito di controllare l'opera dei Massari e dei loro collaboratori.
Nel Quattrocento il metodo era ampiamente diffuso fra i mercanti e i banchieri delle città italiane, come Firenze, Genova, Venezia, e aveva preso piede anche a Lubecca.
Il metodo della partita doppia si trova esposto nell'opera Della mercatura e del mercante perfetto del dalmata Benedetto Cotrugli di Ragusa, terminata di scrivere il 25 agosto 1458 e della quale nel 1988 è stato ritrovato a Malta un manoscritto datato 1475 (Libro de l'arte de la mercatura), di nove anni precedente all'esemplare del Cotrugli fino ad allora conosciuto. Questo manoscritto presenta un'appendice con un inventario di 266 entrate giornaliere, tutte datate Napoli 1475. Sul piano pratico, nel 1453, il Cotrugli introdusse l'utilizzo della partita doppia nel libro mastro della zecca di Napoli, facendo in modo, peraltro in varie occasioni, di diffondere questo sistema di conto nell'apparato burocratico del Regno di Napoli, a differenza della mera e più elaborata didattica pacioliana.
Una trattazione maggiormente didattica della partita doppia, con un'impostazione più teorica rispetto ai testi precedenti, si trova nel "Tractatus XI - Particularis de computis et scripturis" contenuto nell'enciclopedia matematica Summa de arithmetica, geometria, proportioni e proportionalità di Luca Pacioli, risalente al 1494, in cui sono descritte le tecniche contabili necessarie al mercante dell'epoca:
- compilazione degli inventari;
- apertura delle scritture;
- tenuta dei libri contabili;
- determinazione dei risultati della gestione;
- redazione del bilancio di verifica;
- correzione di errori;
- tenuta della corrispondenza.

Le prime regole della partita doppia erano:
- tutti i creditori si devono mettere al Libro dalla tua mano destra e tutti i debitori dalla mano sinistra;
- tutte le partite che si mettono al Libro debbono essere doppie, cioè se tu fai uno creditore, devi farne uno debitore;
- ciascuna partita, a debito o a credito, deve comprendere tre cose: il giorno dell'operazione, l'importo e la causa;
- il giorno in cui è scritto il debito deve essere il medesimo in cui è scritto il credito;
- occorre che il Libro sia sempre tenuto con una stessa moneta, ma dentro le partite si possono indicare tutte le monete che si presentano: ducati, fiorini, scudi, ecc.;
- con la moneta con cui hai cominciato il Libro, così bisogna terminarlo.

La Summa de arithmetica, geometria, proportioni et proportionalita di Luca Pacioli fu pubblicata a Venezia ed è l'opera più antica e completa sulla partita doppia. Il merito di tale opera è la base della partita doppia odierna che Pacioli apprese dal mercante veneziano Rompiasi durante la sua permanenza nella Serenissima nel 1465. Sempre a Venezia ai primi del 400 fu introdotto il libro giornale come prova in caso di controversie contabili. L'invenzione della stampa permise al Pacioli la diffusione del cosiddetto metodo veneziano in tutta Europa. Veneziani sono anche i termini contabili come Zornal (Giornale) e Quaderno.
Nel XVII secolo in Italia Andrea Zambelli, economista di Brescia, approfondisce lo studio della partita doppia nell'ambito della ragioneria.
Nel XVII secolo il metodo veniva anche popolarizzato per l'uso domestico, ad esempio da Ludovico Flori. L'opera di Mathieu de la Porte Guide des negocians et teneurs de livres, ou Nouveau traité sur les livres de comptes à parties doubles è talmente diffusa in Francia, da avere oltre 20 edizioni e numerose traduzioni.
Nel XVIII secolo le opere contabili di Giuseppe Vergani ebbero varie ristampe; si ricordano anche quelle di Bartolomeo Pollastri.

## Terminologia
La rilevazione delle due classi di valori avviene su prospetti a due sezioni, detti "conti" ( o mastrini). 
Il bene, servizio o diritto, le cui variazioni vengono rilevate nel conto, è detto "oggetto del conto".
La moneta nella quale sono espresse le variazioni è detta "moneta di conto" o "valuta di conto" (in Italia, per convenzione, la moneta di conto solitamente utilizzata è l'euro).
I conti possono essere rappresentati a sezioni contrapposte o in forma scalare.
Le due sezioni del conto sono contrassegnate dal segno + e dal segno -, oppure dalla dicitura "dare" e "avere".
- L'iscrizione del primo valore in un conto è detta talvolta "accensione" del conto.
- L'iscrizione di un valore nella sezione "dare" è anche detta "addebitare" un conto.
- L'iscrizione di un valore nella sezione "avere" è anche detta "accreditare" un conto.
- L'iscrizione di un valore tale da azzerare il saldo è detta "spegnimento" del conto.

I conti possono essere:
- monofase: quando ne viene movimentata una sola sezione (per esempio "Merci c/acquisti");
- bifase: quando vengono movimentate entrambe le sezioni (per esempio "C/C bancario").

## Descrizione
I fatti amministrativi vengono osservati sotto due aspetti:
- l'aspetto monetario-finanziario, detto anche numerario, che ha per oggetto denaro (denaro contante, assegni, conti correnti bancari e postali), crediti e debiti; le variazioni finanziarie sono dette "originarie" in quanto le operazioni di gestione sono rilevate nel momento in cui si manifesta la variazione finanziaria;
- l'aspetto economico, che ha per oggetto costi, ricavi e patrimonio netto; le variazioni economiche sono dette "derivate" in quanto derivano dalle variazioni finanziarie e ne indicano la causa.

La vendita di un bene, ad esempio, comporta per l'azienda il contemporaneo sorgere di un credito o di un incasso (aspetto numerario) e di un ricavo (aspetto economico) e pertanto la scrittura contabile, eseguita con il metodo della partita doppia, deve registrare tali aspetti.
| attive                | passive                |
| --------------------- | ---------------------- |
| aumento di denaro     | diminuzione di denaro  |
| aumento di crediti    | diminuzione di crediti |
| diminuzione di debiti | aumento di debiti      |

| positive                    | negative                        |
| --------------------------- | ------------------------------- |
| diminuzione di costi        | aumento di costi                |
| aumento di ricavi           | diminuzione di ricavi           |
| aumento di patrimonio netto | diminuzione di patrimonio netto |

I valori numerari sono quelli che esprimono una modifica degli elementi del patrimonio aziendale, cioè della disponibilità di condizioni produttive monetarie; in pratica, sono valori numerari il denaro contante e ogni altro mezzo di regolamento a esso assimilabile (debiti e crediti).
Si distinguono:
- valori numerari certi: dati da entrate e uscite di cassa;
- valori numerari assimilati: dati dall'aumento o diminuzione di crediti e debiti;
- valori numerari presunti: dati da variazioni di debiti e crediti espressi in valuta diversa da quella di conto e il cui valore può subire modifiche al momento dell'effettivo incasso o pagamento; il valore contabilizzato al momento della registrazione è quindi presunto.

I valori non numerari sono quelli che esprimono una modifica nella disponibilità di condizioni produttive non monetarie; In pratica, sono i componenti negativi e positivi del reddito, valori quindi che si riferiscono a costi, ricavi e valori di capitale. 
Si distinguono:
- variazioni di esercizio: costi e ricavi direttamente correlati all'esercizio in corso (che concorrono quindi alla formazione del reddito di un solo esercizio);
- elementi comuni a più esercizi: costi e ricavi che partecipano alla formazione del reddito di più esercizi e quindi, a fine periodo, necessitano di una suddivisione fra esercizi; essi costituiscono i ratei e i risconti;
- crediti e debiti non numerari: valori relativi a crediti e debiti di finanziamento, acquisiti cioè dall'azienda come se fossero una merce, tipicamente finanziamenti bancari o emissione di obbligazioni;
- variazioni dei mezzi propri: aumenti o diminuzioni del capitale proprio o di sue componenti.

### Conti
Vi sono
- costi e ricavi di esercizio, cioè che vengono rilevati ed esauriscono i loro effetti nello stesso periodo d'esercizio (es. costi delle materie prime acquistate e utilizzate per produrre beni o prestare servizi commercializzati nello stesso esercizio in cui le materie prime sono state acquistate)
- costi e ricavi sospesi, cioè che sono rilevati in un esercizio ma che esauriscono i loro effetti nell'esercizio successivo (es. costi per le materie prime acquistate in un esercizio e impiegate nella produzione durante l'esercizio successivo)
- costi pluriennali, che cioè sono rilevati in un esercizio ma che esplicano i loro effetti in quello stesso esercizio e in quelli successivi (es. costi per macchinari utilizzati durante più esercizi)

Vi sono due tipi di conti:
- conti patrimoniali (CP) destinati alla Situazione patrimoniale (prospetto per la determinazione del patrimonio aziendale). Lo sono:
  - i conti economici
    - accesi a costi e ricavi sospesi
    - accesi a costi pluriennali
    - accesi a patrimonio netto

  - i conti finanziari
- conti reddituali (conti economici d'esercizio) (CR), destinati alla Situazione economica (prospetto per la determinazione del reddito aziendale). Lo sono i conti economici accesi a costi e ricavi di esercizio.

### Piano dei conti
Il piano dei conti è un documento che elenca tutti i conti utilizzati da un'impresa per rilevare le operazioni di gestione.
Esempi di conti inseriti nel piano dei conti:
|         | Codice | Denominazione conto | Natura | Destinazione              | Eccedenza |
| ------- | --- | ------------------- | --- | ------------------------- | --- |
| esempio | 18.20 | BANCA X C/C         | Finanziario - Crediti/Debiti | Patrimoniale              | Dare/Avere |
| esempio | 04.01 | MATERIE PRIME       | Economico - Costi sospesi | Patrimoniale              | Dare |
| esempio | 31.05 | COSTI TELEFONICI    | Economico - Costi d'esercizio | Reddituale                | Dare |
|         | In genere sono elencati prima i conti patrimoniali e poi quelli reddituali. La sequenza dei conti di solito segue quellaprevista dagli schemi contabili del bilancio d'esercizio. | È libera.           | Finanziario o Economico + specificazione della componente (se si tratta di costi o ricavi si indica anche se sono d'esercizio o sospesi o se si tratta di costi pluriennali) | Patrimoniale o Reddituale | Dare o Avere o Dare/Avere Si ricava dalla natura: - "dare": conti accesi a denaro, crediti e costi - "avere": conti accesi a debiti, ricavo e patrimonio netto - "dare/avere": alcuni conti, tra cui quelli accesi ai conti correnti bancari. |

### Come si presentano le scritture (o "articoli") in partita doppia nei registri?
Una scrittura in partita doppia può essere
- semplice se prevede un solo conto in dare e un solo conto in avere
- composto se prevede un solo conto in una sezione e più conti nell'altra
- complesso se prevede più conti in entrambe le sezioni

Ogni scrittura in partita doppia viene registrata contemporaneamente sul libro giornale (scrittura cronologica, registra le operazioni di gestione in ordine di effettuazione) e sui conti di mastro (scrittura sistematica, raggruppa le operazioni di gestione in base all'oggetto, facendo riferimento ai conti).
|         | DATA | CODICE | CONTO (denominazione) | Descrizione o "Causale"                                                  | Dare | Avere |
| ------- | --- | ------ | --------------------- | ------------------------------------------------------------------------ | ---- | ----- |
| esempio | 14/08 | 18.20  | BANCA X C/C           | versato contante sul c/c bancario                                        | 500  |       |
|         | 14/08 | 08.20  | DENARO IN CASSA       | versato contante sul c/c bancario                                        |      | 500   |
|         | Indica il giorno in cui l'operazione di gestione è stata effettuata. Secondo la legislazione fiscale la registrazione deve essere fatta entro 6 giorni dalla data di effettuazione dell'operazione |        |                       | Indica sinteticamente la sostanza dell'operazione che è stata registrata |      |       |

| Codice - Conto | Codice - Conto |
| -------------- | -------------- |
| Dare           | Avere          |

esempio:
| Dare   | Avere |
| ------ | ----- |
| 500,00 |       |

| Dare | Avere  |
| ---- | ------ |
|      | 500,00 |

## Procedimento
Il metodo della partita doppia prevede che
- in dare si rilevano
  - le variazioni numerarie (o finanziarie) attive (VNA), ossia gli aumenti di valori numerari attivi o le diminuzioni di valori numerari passivi (es. l'aumento delle immobilizzazioni o la diminuzione dei debiti tributari)
  - le variazioni economiche negative o crediti non numerari (CNN), tra cui le variazioni decrementative del capitale proprio (o patrimonio netto) (VDC)
- in avere si rilevano
  - le variazioni numerarie (o finanziarie) passive (VNP), ossia le diminuzioni di valori numerari attivi o gli aumenti di valori numerari passivi (es. la diminuzione dei crediti verso i clienti o l'aumento dei debiti verso i fornitori)
  - le variazioni economiche positive o debiti non numerari (DNN), tra cui le variazioni incrementative del capitale proprio (o patrimonio netto) (VIC)

Riassumendo le varie tipologie di rilevazioni, si ottiene il seguente schema:
| Conti numerari o finanziari | Conti numerari o finanziari |           | Conti economici | Conti economici |
| Dare                        | Avere                       | Dare      | Avere           |                 |
| --------------------------- | --------------------------- | --------- | --------------- | --------------- |
|                             | (1) VNP                     | (1) Costo |                 |                 |
| (2) VNA                     |                             |           | (2) Ricavo      |                 |
| (3) VNA                     |                             |           | (3) VIC         |                 |
|                             | (4) VNP                     | (4) VDC   |                 |                 |
| (5) VNA                     |                             |           | (5) DNN         |                 |
|                             | (6) VNP                     | (6) CNN   |                 |                 |

Il totale degli importi rilevati in dare e il totale di quelli rilevati in avere devono sempre equivalersi.
A una rilevazione finanziaria attiva corrisponde la rilevazione di una rilevazione finanziaria passiva e/o di una variazione economica positiva.
A una rilevazione finanziaria passiva corrisponde la rilevazione di una variazione finanziaria attiva e/o di una variazione economica negativa.
Quando si rilevano due variazioni dello stesso tipo aventi segno opposto vi è una c.d. permutazione
- finanziaria nel caso in cui a una variazione finanziaria attiva corrisponde una variazione finanziaria passiva
- economica nel caso in cui a una variazione economica negativa corrisponde una variazione economica positiva (si tratta di rilevazioni particolari, dato che non riportano variazioni finanziare, cioè originarie, ma solo variazioni economiche, quindi derivate).

(N.B.: gli esempi seguenti rappresentano delle ipersemplificazioni)

### Finanziamento di capitale proprio
Tramite il finanziamento di capitale proprio l'imprenditore o i soci forniscono all'impresa le risorse necessarie per lo svolgimento dell'attività.
Il conferimento determina un aumento del patrimonio netto, quindi una variazione economica positiva.
A) Conferimento di mezzi monetari (conferimento in denaro)
--> variazione economica positiva (aumento di patrimonio netto)
--> variazione finanziaria attiva (aumento di denaro)
es. Tizio conferisce alla propria azienda 100.000 euro tramite conto corrente bancario
| BANCA X C/C | BANCA X C/C | PATRIMONIO NETTO | PATRIMONIO NETTO |
| ----------- | ----------- | ---------------- | ---------------- |
| Dare        | Avere       | Dare             | Avere            |
| 100.000,00  |             |                  | 100.000,00       |

| data  | CODICE | CONTO            | DESCRIZIONE      | Dare       | Avere      |
| ----- | ------ | ---------------- | ---------------- | ---------- | ---------- |
| dd/mm | nn.nn  | BANCA X C/C      | conferito denaro | 100.000,00 |            |
| dd/mm | nn.nn  | PATRIMONIO NETTO | conferito denaro |            | 100.000,00 |

B) Conferimento di beni in natura
--> variazione economica positiva (aumento di patrimonio netto)
--> variazione economica negativa (aumento dei costi pluriennali)
(si tratta di una permutazione economica)
es. Tizio conferisce dei beni di valore complessivo 10.000 euro
| ATTREZZATURE | ATTREZZATURE | PATRIMONIO NETTO | PATRIMONIO NETTO |
| ------------ | ------------ | ---------------- | ---------------- |
| Dare         | Avere        | Dare             | Avere            |
| 10.000,00    |              |                  | 10.000,00        |

| data  | CODICE | CONTO            | DESCRIZIONE            | Dare      | Avere     |
| ----- | ------ | ---------------- | ---------------------- | --------- | --------- |
| dd/mm | nn.nn  | ATTREZZATURE     | conferita attrezzatura | 10.000,00 |           |
| dd/mm | nn.nn  | PATRIMONIO NETTO | conferita attrezzatura |           | 10.000,00 |

### Finanziamento di capitale di debito
(1) L'impresa ottiene un finanziamento di capitale di debito
--> variazione finanziaria attiva (aumento di denaro)
--> variazione finanziaria passiva (aumento di debito)
(si tratta di una permutazione finanziaria)
es. Tizio accende un mutuo bancario di 200.000 euro
| BANCA X C/C | BANCA X C/C | MUTUI PASSIVI | MUTUI PASSIVI |
| ----------- | ----------- | ------------- | ------------- |
| Dare        | Avere       | Dare          | Avere         |
| 200.000,00  |             |               | 200.000,00    |

| data  | CODICE | CONTO         | DESCRIZIONE    | Dare       | Avere      |
| ----- | ------ | ------------- | -------------- | ---------- | ---------- |
| dd/mm | nn.nn  | BANCA X C/C   | ottenuto mutuo | 200.000,00 |            |
| dd/mm | nn.nn  | MUTUI PASSIVI | ottenuto mutuo |            | 200.000,00 |

(2) L'impresa paga gli interessi
--> variazione economica negativa (aumento costi di esercizio)
--> variazione finanziaria passiva (diminuzione di denaro)
(3) L'impresa rimborsa il finanziamento
--> variazione finanziaria passiva (diminuzione denaro)
--> variazione finanziaria attiva (diminuzione di debiti)
(permutazione finanziaria)
es. Tizio deve pagare, sul mutuo bancario, interessi annuali di 5.000 euro e deve rimborsare una rata annuale di 20.000 euro
| INTERESSI PASSIVI SU MUTUI | INTERESSI PASSIVI SU MUTUI | MUTUI PASSIVI | MUTUI PASSIVI | BANCA X C/C | BANCA X C/C |
| -------------------------- | -------------------------- | ------------- | ------------- | ----------- | ----------- |
| Dare                       | Avere                      | Dare          | Avere         | Dare        | Avere       |
| 5.000,00                   |                            | 20.000,00     |               |             | 25.000,00   |

| data  | CODICE | CONTO                      | DESCRIZIONE                   | Dare      | Avere     |
| ----- | ------ | -------------------------- | ----------------------------- | --------- | --------- |
| dd/mm | nn.nn  | INTERESSI PASSIVI SU MUTUI | pagati interessi mutuo        | 5.000,00  |           |
| dd/mm | nn.nn  | MUTUI PASSIVI              | pagata rata mutuo             | 20.000,00 |           |
| dd/mm | nn.nn  | BANCA X C/C                | pagati interessi e rata mutuo |           | 25.000,00 |

### Investimento
L'investimento consiste nell'acquisizione di condizioni produttive, ossia nell'acquisto di fattori produttivi necessari per lo svolgimento dell'attività economica.
--> variazione economica negativa (aumento dei costi)
Si rileva nella sezione "dare" del conto non numerario acceso ai costi (di esercizio o pluriennali); in "avere" del conto numerario si rileva la variazione numeraria passiva (l'esborso di denaro o l'aumento del debito nei confronti del fornitore).
(A) 1. Ricevimento della fattura
--> variazione finanziaria passiva (aumento di debito verso il fornitore)
--> variazione economica negativa (aumento dei costi d'esercizio)
--> variazione finanziaria attiva (aumento di credito) (IVA)
es. Tizio riceve una fattura
|  | 122 | 100 |  | 22 |  |

Risulterà quindi sul libro giornale la seguente scrittura:
| data  | CODICE | Conto              | Descrizione            | Dare | Avere |
| ----- | ------ | ------------------ | ---------------------- | ---- | ----- |
| dd/mm | nn.nn  | MERCI C/ACQUISTI   | ricevuta fattura n. 47 | 100  |       |
| dd/mm | nn.nn  | IVA NS. CREDITO    | ricevuta fattura n. 47 | 22   |       |
| dd/mm | nn.nn  | DEBITI V/FORNITORI | ricevuta fattura n. 47 |      | 122   |

Si rileva:
- in dare del conto intestato alle materie prime (si può utilizzare un conto più specifico, come "Materie prime c/acquisti" oppure un conto più generico come "Merci c/acquisti") l'aumento della disponibilità delle stesse;
- in avere del conto intestato al fornitore (solitamente è specifico per ogni fornitore: qui si è utilizzato un macro-conto generico "Debiti v/fornitori") l'aumento del debito nei suoi confronti.

2. Pagamento della fattura
--> variazione finanziaria attiva (diminuzione di debito)
--> variazione finanziaria passiva (diminuzione di denaro)
es. Tizio paga la fattura ricevuta
| 122 |  |  | 122 |

| data  | CODICE | Conto              | Descrizione          | Dare | Avere |
| ----- | ------ | ------------------ | -------------------- | ---- | ----- |
| dd/mm | nn.nn  | DEBITI V/FORNITORI | pagata fattura n. 47 | 122  |       |
| dd/mm | nn.nn  | BANCA X C/C        | pagata fattura n. 47 |      | 122   |

(B) Pagamento di una quietanza
La quietanza è un documento che attesta che il pagamento è avvenuto.
es. Tizio deve pagare un'imposta
--> variazione finanziaria passiva (diminuzione di denaro)
--> variazione economica negativa (aumento di costi d'esercizio)
| 400,00 |  |  | 400,00 |

| data  | CODICE | Conto                 | Descrizione        | Dare   | Avere  |
| ----- | ------ | --------------------- | ------------------ | ------ | ------ |
| dd/mm | nn.nn  | ONERI FISCALI DIVERSI | pagata imposta ... | 400,00 |        |
| dd/mm | nn.nn  | BANCA X C/C           | pagata imposta ... |        | 400,00 |

### Disinvestimento
Il disinvestimento, ossia la vendita di condizioni produttive (il ricavo verrà denominato come "Merci c/vendite" nel mastrino) si rileva nella sezione "avere" del conto acceso ai ricavi di esercizio e nella sezione "dare" si rileva la corrispondente variazione positiva di valore numerario (l'aumento di disponibilità monetaria derivante dall'entrata di cassa o dall'aumento del credito nei confronti del cliente)
Esempio:

La vendita di qualsiasi tipo di merce darà luogo alla seguente rilevazione nei mastrini:
| 122 |  |  | 100 |  | 22 |

Si rilevano: il ricavo nella sezione "avere" del conto acceso alle variazioni positive di reddito e il contestuale aumento di credito nei confronti del cliente.
|                                          | Dare | Avere |
| ---------------------------------------- | ---- | ----- |
| Crediti v/clienti (emissione fattura 56) | 122  |       |
| Merci c/vendite (emissione fattura 56)   |      | 100   |
| IVA ns. debito (emissione fattura 56)    |      | 22    |

### Variazioni incrementative di capitale
Le variazioni incrementative del capitale si rilevano nella sezione "avere" del conto acceso al valore di capitale e nella sezione "dare" del conto numerario.
Esempio:

Un aumento di capitale dà luogo a una rilevazione nei mastrini di questo tipo
| Banca X c/c | Banca X c/c |      | Capitale netto | Capitale netto |
| Dare        | Avere       | Dare | Avere          |                |
| ----------- | ----------- | ---- | -------------- | -------------- |
| 100         |             |      | 100            |                |

Si rilevano: la variazione numeraria attiva data dall'aumento di disponibilità monetaria e l'aumento del patrimonio nella sezione avere del conto di capitale.
|                                                              | Dare | Avere |
| ------------------------------------------------------------ | ---- | ----- |
| Banca X c/c (aumento capitale con disponibilità bancarie)    | 100  |       |
| Capitale Netto (aumento capitale con disponibilità bancarie) |      | 100   |

### Variazioni decrementative di capitale
In modo analogo la diminuzione di capitale dà luogo a una rilevazione nei mastrini di questo tipo:
| Banca X c/c | Banca X c/c |      | Capitale netto | Capitale netto |
| Dare        | Avere       | Dare | Avere          |                |
| ----------- | ----------- | ---- | -------------- | -------------- |
|             | 100         | 100  |                |                |

Si rilevano: la variazione numeraria passiva data dalla diminuzione di disponibilità monetaria e la diminuzione del capitale nella sezione dare del conto di capitale.
|                                                                  | Dare | Avere |
| ---------------------------------------------------------------- | ---- | ----- |
| Capitale Netto (diminuzione capitale con disponibilità bancarie) | 100  |       |
| Banca X c/c (diminuzione capitale con disponibilità bancarie)    |      | 100   |

### Debiti non numerari
I debiti non numerari (debiti di finanziamento) si rilevano nella sezione "avere" del conto acceso al debito e nella sezione dare del conto numerario acceso alla disponibilità monetaria corrispondente.
Esempio:

L'accensione di un mutuo darà luogo alla seguente rilevazione nei mastrini:
| Banca X c/c | Banca X c/c |      | Mutuo passivo | Mutuo passivo |
| Dare        | Avere       | Dare | Avere         |               |
| ----------- | ----------- | ---- | ------------- | ------------- |
| 100         |             |      | 100           |               |

nella quale si rilevano: l'aumento di disponibilità monetaria sul conto numerario e il sorgere di un debito di finanziamento.
|                                  | Dare | Avere |
| -------------------------------- | ---- | ----- |
| Banca X c/c (Accensione mutuo)   | 100  |       |
| Mutuo passivo (Accensione mutuo) |      | 100   |

### Crediti non numerari
Per i crediti non numerari la rilevazione sarà invertita rispetto alla precedente.